# Massimiliano Papis
Massimiliano „Max” Papis (ur. 3 października 1969 roku w Como, Włochy) – włoski kierowca wyścigowy.

## Kariera

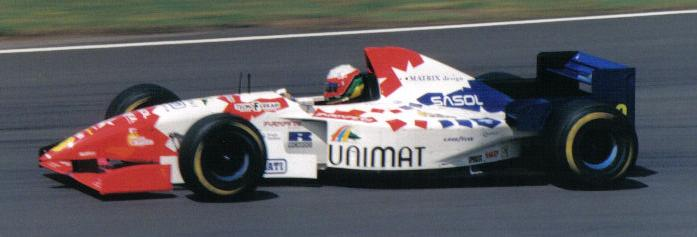
Massimiliano Papis podczas wyścigu o Grand Prix Wielkiej Brytanii 1995

### Formuła 1
Pierwsze kroki w Formule 1 stawiał jako kierowca testowy zespołu Lotus w 1994 roku. W 1995 roku zadebiutował już w roli kierowcy wyścigowego w słabo spisującym się Footworku, za sprawą dużego budżetu, który wniósł jego sponsor do zespołu. Zastąpił tam wówczas swojego rodaka - Gianniego Morbidelli. Wcześniej startował w Europejskiej Formule 3000 (w latach 1993–1994 z jednym zwycięstwem). Udziału w wyścigach Grand Prix nie mógł jednak zaliczyć do zbytnio udanych, głównie z powodu wielu awarii oraz własnych błędów. W ciągu siedmiu eliminacji tylko dwukrotnie zakończył zmagania (GP Włoch - siódme miejsce oraz GP Europy - dwunaste miejsce), czego też konsekwencją była utrata posady. Na trzy ostatnie wyścigi sezonu tym razem to on został zastąpiony przez Morbidelliego. W ten też sposób Włoch już nigdy nie wziął udziału w wyścigach F1.

### CART
W latach 1996–2003 startował w amerykańskiej serii CART (później Champ Car), najlepszy rezultat osiągając z zespołem Team Rahal w sezonie 1999. Zajął wówczas 5. miejsce w klasyfikacji generalnej, z dorobkiem 150 punktów. W ciągu siedmiu lat brania w niej udziału, zdołał dziesięć razy stanąć na podium, z czego trzykrotnie zwyciężyć. W roku 2004 w parze ze Scottem Pruettem, zwyciężył w prestiżowym, dobowym wyścigu - Rolex 24 Godziny Daytona.

### NASCAR
Od sierpnia 2006 roku startuje w amerykańskich wyścigach Stock Car - NASCAR. Początkowo uczestniczył w niższej rangą serii Nationwide Series, jednakże w 2008 postanowił spróbować swych sił w najwyższej klasie Sprint Cup. Poza tym brał udział również w Camping World Truck Series.

## Starty w karierze
| Sezon     | Seria                         | Zespół                     | Starty | PP | Zwyc. | Punkty | Pozycja |
| --------- | ----------------------------- | -------------------------- | ------ | -- | ----- | ------ | ------- |
| 1993      | Formuła 3000                  | Vortex Motorsport          | 9      | 0  | 0     | 6      | 10.     |
| 1994      | Formuła 3000                  | Mythos Racing              | 8      | 1  | 1     | 13     | 5.      |
| 1995      | Formuła 1                     | Footwork                   | 7      | 0  | 0     | 0      | 22.     |
| 1996      | CART                          | Arciero-Wells Racing       | 3      | 0  | 0     | 4      | 26.     |
| 1997      | CART                          | Arciero-Wells Racing       | 17     | 0  | 0     | 8      | 24.     |
| 1998      | CART                          | Arciero-Wells Racing       | 19     | 0  | 0     | 25     | 21.     |
| 1999      | CART                          | Team Rahal                 | 20     | 1  | 0     | 150    | 5.      |
| 2000      | CART                          | Team Rahal                 | 20     | 0  | 1     | 88     | 14.     |
| 2001      | CART                          | Team Rahal                 | 20     | 1  | 2     | 107    | 6.      |
| 2002      | CART                          | Sigma Autosport            | 5      | 0  | 0     | 32     | 19.     |
| 2002      | CART                          | Fernández Racing           | 2      | 0  | 0     | 32     | 19.     |
| 2002      | Indy Racing League            | Team Cheever               | 1      | 0  | 0     | 16     | 43.     |
| 2002      | Indy Racing League            | Penske Racing              | 1      | 0  | 0     | 16     | 43.     |
| 2003      | CART                          | PK Racing                  | 7      | 0  | 0     | 25     | 17.     |
| 2005/2006 | A1 Grand Prix                 | A1 Team Italy              | 2      | 0  | 0     | 46     | 14.     |
| 2006      | IRL IndyCar Series            | Team Cheever               | 1      | 0  | 0     | 16     | 26.     |
| 2006      | NASCAR Busch Series           | McGill Motorsports         | 2      | 0  | 0     | 164    | 97.     |
| 2007      | NASCAR Busch Series           | Phoenix Racing             | 2      | 0  | 0     | 205    | 105.    |
| 2008      | NASCAR Sprint Cup Series      | Haas CNC Racing            | 2      | 0  | 0     | 92     | 65.     |
| 2008      | NASCAR Nationwide Series      | Rusty Wallace, Inc.        | 3      | 0  | 0     | 351    | 74.     |
| 2008      | NASCAR Craftsman Truck Series | SS-Green Light Racing      | 2      | 0  | 0     | 158    | 69.     |
| 2009      | NASCAR Sprint Cup Series      | Germain Racing             | 15     | 0  | 0     | 1047   | 43.     |
| 2009      | NASCAR Nationwide Series      | Phoenix Racing             | 1      | 0  | 0     | 103    | 127.    |
| 2009      | NASCAR Craftsman Truck Series | Germain Racing             | 9      | 0  | 0     | 958    | 34.     |
| 2010      | NASCAR Sprint Cup Series      | Germain Racing             | 18     | 0  | 0     | 907    | 43.     |
| 2010      | NASCAR Nationwide Series      | Kevin Harvick Incorporated | 1      | 0  | 0     | 175    | 98.     |
| 2010      | NASCAR Craftsman Truck Series | Germain Racing             | 8      | 0  | 0     | 847    | 33.     |

## Starty w Indianapolis 500
| Rok  | Nadwozie | Silnik   | Start | Wynik | Uwagi |
| ---- | -------- | -------- | ----- | ----- | ----- |
| 2002 | Dallara  | Infiniti | 18    | 23    |       |
| 2006 | Dallara  | Honda    | 18    | 14    |       |